# 艾曼魯爾·艾素甘
艾曼魯爾·艾洛胡·艾素甘（Emmanuel Elukwu Ezukam，1984年10月22日—），是尼日利亞的足球運動員，司職中場。